# Rifugio Vitale Giacoletti
Il rifugio Vitale Giacoletti è un rifugio situato nel comune di Crissolo (CN), in Valle Po, nelle Alpi Cozie, a 2741 m s.l.m.

## Storia
Il rifugio utilizza i locali di una ex caserma della Guardia di finanza (Ricovero del Coulour del Porco), inaugurata nel 1939 ed abbandonata nel 1943, che nel 1950 venne concessa in usufrutto alla sezione di Saluzzo del CAI, che nel 1952 la affidava alla sezione di Barge. Il rifugio, inizialmente denominato   rifugio del Losas, fu poi modificato nel 1961 e dedicato a Vitale Giacoletti (1923-1955), alpinista, fondatore della sezione di Barge del Club Alpino Italiano e morto tragicamente in una scalata sul Cervino. A fine anni '60 il terreno su cui sorge il rifugio (originariamente di proprietà del Comune di Crissolo) ed il fabbricato stesso (ancora di proprietà militare) furono donati alla sezione CAI di Barge; nel 1970-71 il rifugio venne ampliato fino ad assumere la configurazione attuale.

## Caratteristiche e informazioni
Si trova sul colle del Losas, di fronte alla maestosa parete nord del Monviso, e più precisamente sotto la cresta est della Punta Udine.
È una costruzione in muratura di pietrame a due piani, con copertura metallica. È dotato di impianto elettrico alimentato da pannelli fotovoltaici integrati da un gruppo elettrogeno; è inoltre dotato di docce e servizi igienici. Offre servizio alberghetto, bar e ristorante.
Dal 2007 il rifugio è dotato di collegamento Internet satellitare, realizzato dalla Regione Piemonte nell'ambito del programma Wi-Pie. È stata anche installata una webcam che, nel periodo di apertura, permette di avere una visuale aggiornata ogni 5 minuti sul versante Nord del Monviso e sul Colle dei Viso.
È il rifugio più alto delle Alpi Cozie.

## Accessi
La via di accesso più diretta parte da Pian del Re (2020 m s.l.m.), segue la mulattiera V16 fino a quota 2200 m s.l.m. circa e devia poi per il sentiero V19, che risale il Canalone Inferiore del Porco portando al rifugio in circa 1.50-2 h.
Una via alternativa, sempre da Pian del Re, segue inizialmente la mulattiera V16 per poi piegare a sinistra sul sentiero V17, raggiungere i laghi Superiore e Lausetto, e da lì risalire al rifugio agganciandosi al sentiero V14 (2-2.15 h).
Una via un po' più lunga parte da Pian della Regina (Pian Melzé), risale il vallone dei Quarti e raggiunge il lago Chiaretto, da dove parte il sentiero V14 che porta al rifugio (3 h circa).

## Ascensioni
- Punta Roma (3070 m s.l.m.)
- Punta Udine (3022 m s.l.m.)
- Punta Venezia (3095 m s.l.m.)
- Rocce Fourioun (3153 m s.l.m.)
- Punta Gastaldi (3214 m s.l.m.) attraverso il Passo Giacoletti
- Rocce Alte (2837 m s.l.m.)

## Traversate
Il rifugio si trova su uno dei possibili percorsi del Giro di Viso, giro tutt'intorno al Monviso passando di rifugio in rifugio..
- Rifugio Quintino Sella al Monviso (2640 m s.l.m.) - 2.30 h
- Bivacco Carlo Villata (2680 m s.l.m.) - 1.30 h
- Rifugio Viso (2460 m s.l.m.) nella Valle del Guil (Francia) - 1.45 h
- Rifugio Battaglione Alpini Monte Granero (2377 m s.l.m.) in val Pellice - 4 h

## Altre escursioni
Non lontano dal rifugio c'è il Buco di Viso (2882 m all'ingresso italiano), antenato dei trafori delle Alpi. Fu scavato nel XV secolo per facilitare il traffico commerciale tra Marchesato di Saluzzo e Francia senza dover salire al sovrastante Colle delle Traversette.
L'originaria caserma era collegata ad un'analoga caserma posta in prossimità del Buco di Viso mediante un aereo sentiero, detto  sentiero del Postino, che partendo da quota 2.500 m circa nel Canalone Inferiore del Porco tagliava a mezza costa il versante sottostante le Rocce Fourion, per raggiungere il sentiero principale da Pian del Re al Buco di Viso a quota 2.540 m circa, poco sotto il Mait di Viso: in questo modo le due caserme potevano essere messe in comunicazione rapida senza dover scendere nel fondovalle. Il Sentiero è stato attrezzato con alcune staffe metalliche nel punto più ripido e con alcune corde fisse e catene nei tratti più esposti, ed è oggi interamente percorribile.
Il passo Giacoletti (2990 m) è un aereo passaggio tra la valle del Po e la valle del Guil, che permette di raggiungere la via normale alla Punta Gastaldi dalla valle del Po. Utilizzato da molto tempo e spesso confuso col vicino  passo del Colonnello, rimase senza nome fino al 2005, quando fu dedicato a Vitale Giacoletti. È possibile traversare dal rifugio Giacoletti al rifugio Vallanta attraverso il passo Giacoletti, ma la traversata presenta difficoltà già di livello alpinistico.